# فيلتون سنو
فيلتون سنو (بالإنجليزية: Felton Snow)‏ هو لاعب كرة قاعدة أمريكي، ولد في 23 أكتوبر 1905، وتوفي في 1974.